# Запис липа код цркве Свете Великомученице Марине (Доње Видово)
Запис липа код цркве Свете Великомученице Марине (Доње Видово) се налази на парцели чији је власник Црквена општина.

## Локација
| Општина             | Параћин                                                          |
| Катастарска општина | Доње Видово                                                      |
| Потес               | Село                                                             |
| Координате          | 43° 48′ 14″ С; 21° 22′ 13″ И / 43.804000000000002° С; 21.3704° И |
| Надморска висина    | 126m                                                             |

## Карактеристике
Дендрометријске вредности утврђене на терену и сателитским снимцима:
| Стабло                     | Липа |
| Висина стабла              | m    |
| Обим дебла                 | m    |
| Пречник крошње             | 14m  |
| Пречник дебла              | m    |
| Висина дебла до прве гране | m    |

## База записа
Запис је у оквиру Викимедија пројекта "Запис - Свето дрво" заведен под редним бројем 0519.